# Lecythis minor
Lecythis minor là một loài thực vật có hoa trong họ Lecythidaceae. Loài này được Jacq. mô tả khoa học đầu tiên năm 1763.